# Sybase
Sybase — американская компания, разработчик программного обеспечения для обработки данных: систем управления базами данных, средств моделирования баз данных и приложений обработки данных, средств анализа данных, технологий для корпоративного использования портативной электроники.
Компания основана в Беркли (штат Калифорния) в 1984 году Марком Хоффманом (англ. Mark Hoffman) и Бобом Эпштейном (англ. Bob Epstein). В июле 2010 компания поглощена SAP AG, сумма сделки составила $ 5,8 млрд.

## История

### SQL Server
Исторически первым и самым известным продуктом Sybase является реляционная СУБД SQL Server, впоследствии получившая наименование Adaptive Server Enterprise. Архитекторы первых версий Sybase SQL Server — Боб Эпштейн и Том Хаггин (англ. Tom Haggin), продукт впервые выпущен в 1987 году.
Выпущенный в 1988 году продукт SQL Server 1.0 был создан совместно с Microsoft и Ashton-Tate для платформы OS/2, на основе кодов Sybase SQL Server для Unix и VAX/VMS. Ashton-Tate после поглощения компанией Borland в 1991 году прекратила сотрудничество, а Sybase и Microsoft совместно выпускали новые версии продукта, реализуя их, соответственно, под именами Sybase SQL Server и Microsoft SQL Server. В 1994 году компании выпустили SQL Server для платформы Windows NT. При этом, альянс развивал и версии для Unix.
Sybase и Microsoft в 1996 году приняли решение прекратить совместное развитие продукта, и самостоятельно развивать каждый свою ветку. Таким образом, появились две различных СУБД с общим наследием в виде процедурного языка Transact-SQL и архитектуры обработки данных: Sybase Adaptive Server Enterprise и Microsoft SQL Server. Вероятной причиной разрыва могла стать незаинтересованность Microsoft в развитии продукта, функционирующих на платформах, отличных от Windows. На момент 2011 года, Adaptive Server Enterprise выпускается и поддерживается на платформах Windows, AIX, HP-UX, Solaris, GNU/Linux.

### Поглощение Powersoft
В 1994 году Sybase за $ 904 млн приобретает компанию Powersoft, выпускавшую средство быстрой разработки PowerBuilder и CASE-инструментарий PowerDesigner. Основные продукты Powersoft были сохранены под прежними именами и развивались. PowerBuilder на пике популярности использовался около 100 тыс. пользователями, а благодаря PowerDesigner на момент 2007 года Sybase признан лидером рынка CASE-средств с долей 33 % по мнению Gartner.
Вместе с компанией Powersoft, в Sybase перешли права на продукты Watcom, которая была поглощена Powersoft ранее. Среди продуктов Watcom — широко известный компилятор Watcom C, с 2003 года распространяющийся свободно под именем Open Watcom, а также встраиваемая СУБД Watcom SQL, которую Sybase продолжил распространять под наименованием SQL Anywhere. Sybase утверждает, что на момент 1998 года было зафиксировано более 5 млн инсталляций SQL Anywhere.

### Стратегия 2000-х
Под девизом англ. «unwired enterprise» («предприятие без проводов»), Sybase в 2000-е годы развивает решения по управлению парком мобильных устройств (КПК, сотовых телефонов), программное обеспечение доставки информации, ориентированное на беспроводные сети. Стратегия реализовывалась, прежде всего, за счёт поглощения небольших компаний, обладающих соответствующими решениями. Наиболее известной из поглощённых компаний является AvantGo.
Также в 2000-е годы Sybase пополнила продуктовый портфель продуктами для бизнес-анализа и программными решениями для мобильной коммерции.

### Завершение деятельности
В мае 2010 года объявлено о продаже Sybase немецкой компании SAP AG. По мнению некоторых аналитиков, основным мотивом поглощения послужило желание включить в технологический портфель SAP, прежде всего, мобильные решения и встраиваемую СУБД.

## Продукция
Технологии обработки данных:
- Adaptive Server Enterprise — самый известный продукт компании, СУБД, с общей историей с MS SQL;
- Adaptive Server Anywhere — встраиваемая реляционная СУБД, подходящая для работы на ограниченных аппаратных ресурсах и мобильных устройствах, развитие продукта Watcom SQL;
- Sybase IQ— аналитическая СУБД для хранилищ данных, реализованная на архитектуре поколоночного хранения данных;
- Replication Server — сервер репликации данных между базами различных производителей.

Средства разработки и проектирования:
- PowerBuilder — средство быстрой разработки приложений;
- PocketBuilder — средство быстрой разработки мобильных приложений, аналог PowerBuilder для платформ Pocket PC и Windows Mobile;
- Workspace — среда разработки сервис-ориентированных приложений на базе Eclipse

- PowerDesigner — CASE-инструментарий.

Связующее программное обеспечение:
- Enterprise Application Server — сервер приложений с поддержкой CORBA и J2EE;
- Unwired Accelerator — портальное решение, выделяется удобством разработки приложений для мобильных устройств;
- Unwired Orchestrator — среда для интеграции приложений, с поддержкой визуального проектирования.

Мобильные решения:
- OneBridge — инструмент для защищенной доставки корпоративной почты, PIM-данных и приложений на мобильные устройства, совместимый с Exchange и Lotus Notes;
- Afaria — приложение для администрирования парка мобильных устройств на Windows Mobile, BlackBerry, Palm OS, Symbian.